# Robin Williams

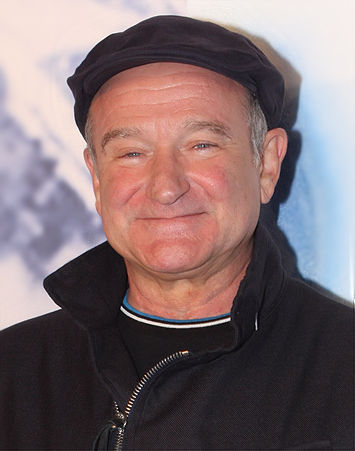
Williams bei der Premiere von Happy Feet 2 (2011)

Robin McLaurin Williams (* 21. Juli 1951 in Chicago, Illinois; † 11. August 2014 in Paradise Cay, Kalifornien) war ein US-amerikanischer Schauspieler und Komiker. Er wurde 1978 durch die Sitcom Mork vom Ork bekannt. Der Oscar- und fünfmalige Golden-Globe-Preisträger spielte sowohl tragikomische (Good Morning, Vietnam, Der Club der toten Dichter, Patch Adams) als auch psychopathische Rollen (One Hour Photo, Insomnia – Schlaflos), wirkte aber auch in Familienfilmen (Flubber, Jumanji, Mrs. Doubtfire – Das stachelige Kindermädchen, Die Chaoscamper) mit.

## Leben

### Herkunft und Ausbildung
Williams wuchs in wohlhabenden Verhältnissen in Chicago und Bloomfield Hills nahe Detroit auf. Seine Mutter Laura McLaurin war Gründerin einer Modelagentur und sein Vater Robert Fitzgerald Williams leitender Angestellter bei Ford. Während seiner Zeit auf der High School wohnte er in Los Angeles und in Tiburon, einer Kleinstadt am westlichen Rand der Bucht von San Francisco.
Nach der High School begann er auf dem Claremont McKenna College ein Studium der Politikwissenschaft, das er jedoch abbrach. Er wechselte in die Theaterklasse, die er aber ebenfalls nicht beendete. Er belegte ein Improvisationsseminar und trat in der Gruppe The Comedy of San Francisco als Stand-up-Comedian auf. Als Amerikas führende Schauspielschule Juilliard’s ein Vorsprechen in San Francisco veranstaltete, nahm er teil und wurde dort angenommen.
Mit 21 Jahren zog er nach New York City und freundete sich an der Juilliard mit seinem Klassenkameraden Christopher Reeve an. Die beiden wurden als einzige ihres Jahrgangs in die Fortgeschrittenen-Klasse von John Houseman aufgenommen. Nach drei Jahren ging er zurück nach San Francisco und trat 1975 wieder als Stand-up-Comedian im The Comedy Store auf, wo er auf frühe Wegbegleiter wie Richard Pryor und Paul Mooney traf.

### Karriere in Film und Fernsehen
1977 wurde George Schlatter, Produzent der Comedy-Show Laugh-In, auf ihn aufmerksam und ließ ihn für sechs Folgen neben Frank Sinatra und Bette Davis auftreten. Es folgten Auftritte in der Richard Pryor Show, die aber der Zensur von Network TV zum Opfer fielen.
Im selben Jahr hatte er einen Gastauftritt als Außerirdischer namens Mork in einer Folge der Sitcom Happy Days, die sehr gut ankam. Daraufhin entwarf der Direktor von Paramount eine Serie für diese Figur. Die Rolle des Mork vom Ork (Mork & Mindy) machte Williams über Nacht zum Star.

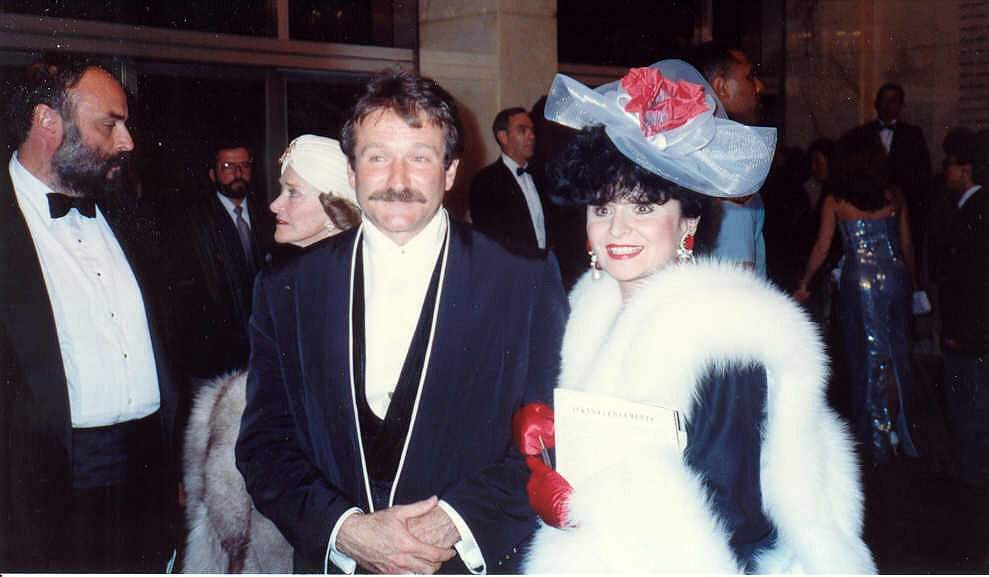
Williams bei der Oscarverleihung 1990 mit der Journalistin Yola Czaderska-Hayek

1980 erhielt Williams einen Grammy für die Beste Comedy-Aufnahme (Reality … What a Concept).
Mit seiner ersten Filmrolle in Robert Altmans Popeye – Der Seemann mit dem harten Schlag (1980) erlebte Williams einen herben Flop, konnte aber zwei Jahre später mit der Verfilmung von John Irvings Garp und wie er die Welt sah sowie mit Moskau in New York (1984), in dem er einen Immigranten darstellte, wohlwollende Kritiken verbuchen. 1987 gelang Williams der Durchbruch in einem dramatischen Kinofilm und er erhielt für Good Morning, Vietnam einen Golden Globe und eine Oscar-Nominierung. 1989 folgten Der Club der toten Dichter, Zeit des Erwachens (1990) und König der Fischer (1991), die Williams den Ruf einbrachten, ein gutes Gespür für wirkungsvolle dramatische Rollen zu besitzen.
Ab 1991 wirkte er in einer Reihe erfolgreicher Kinder- und Jugendfilme mit, darunter Hook und Flubber. In seinen teils sentimentalen Filmen für ein erwachsenes Publikum war er in dieser Zeit – nicht immer erfolgreich – auf die Rolle des gutmütigen, sanften Gefühlsmenschen abonniert. Hierzu zählen Hinter dem Horizont, Patch Adams, Jakob der Lügner und Der 200 Jahre Mann. Seine größten Hits in den 1990er Jahren waren Mrs. Doubtfire, The Birdcage und Good Will Hunting, für den er einen Oscar als bester Nebendarsteller erhielt.
Auf George Martins 1998 erschienenem Beatles-Tribut-Album In My Life sang er gemeinsam mit Bobby McFerrin den Titel Come Together.

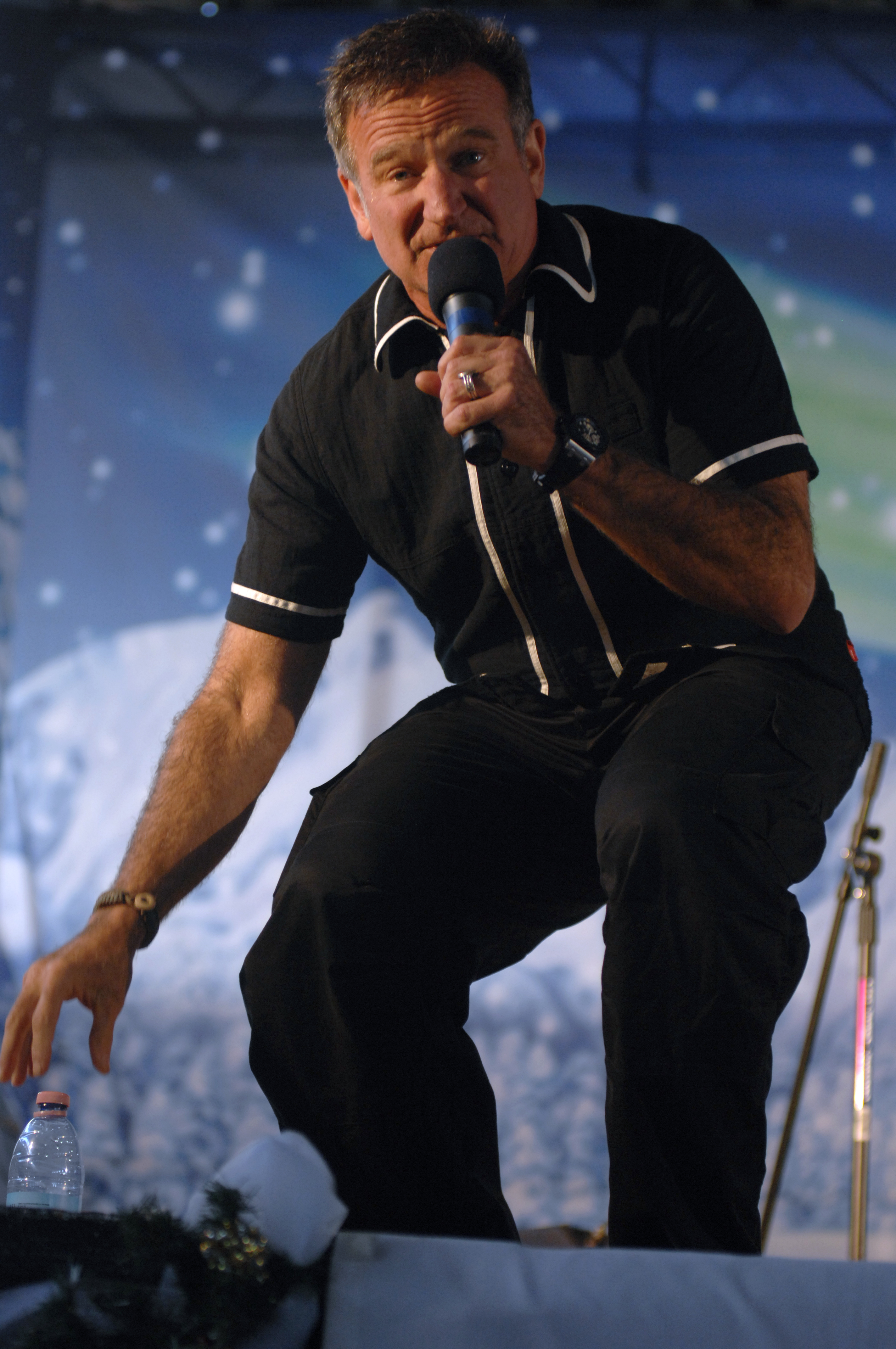
Williams (2007)

Nach der Jahrtausendwende bemühte Williams sich um einen Imagewandel und spielte eine Zeit lang Psychopathen und negative Charaktere. Filme wie One Hour Photo oder Insomnia und Williams’ Schauspielkunst abseits der Leinwand wurden von den Kritikern positiv aufgenommen. 2006 übernahm er die Hauptrolle in Die Chaoscamper und kehrte damit zu unbeschwerten Kinderfilmen zurück. Außerdem war er im selben Jahr in Shawn Levys Komödie Nachts im Museum neben Ben Stiller zu sehen. Ab 2013 übernahm er in der Sitcom The Crazy Ones erstmals seit den Anfängen seiner Karriere wieder eine feste Rolle in einer Fernsehserie. Die Sendung war jedoch für den Sender CBS kein Erfolg und wurde im Mai 2014 nach nur einer Staffel wieder eingestellt.
Williams, einer der beliebtesten Schauspieler bei Kindern, war auch ein gefragter Sprecher für Trickfilme, so etwa bei Aladdin (1992), Happy Feet (2006) und Happy Feet 2 (2011). Er übernahm regelmäßig kleine Cameo-Auftritte, so trat er bei Woody Allen in Harry außer sich und bei Kenneth Branagh in William Shakespeare’s Hamlet auf. In Terry Gilliams Die Abenteuer des Baron Münchhausen mimte er Ray D. Tutto, den König des Mondes. In To Wong Foo blieb sein Auftritt ungenannt. Zu seinen zahlreichen Gastauftritten im Fernsehen gehörten Auftritte bei Friends, Alles dreht sich um Bonnie und Wilfred.

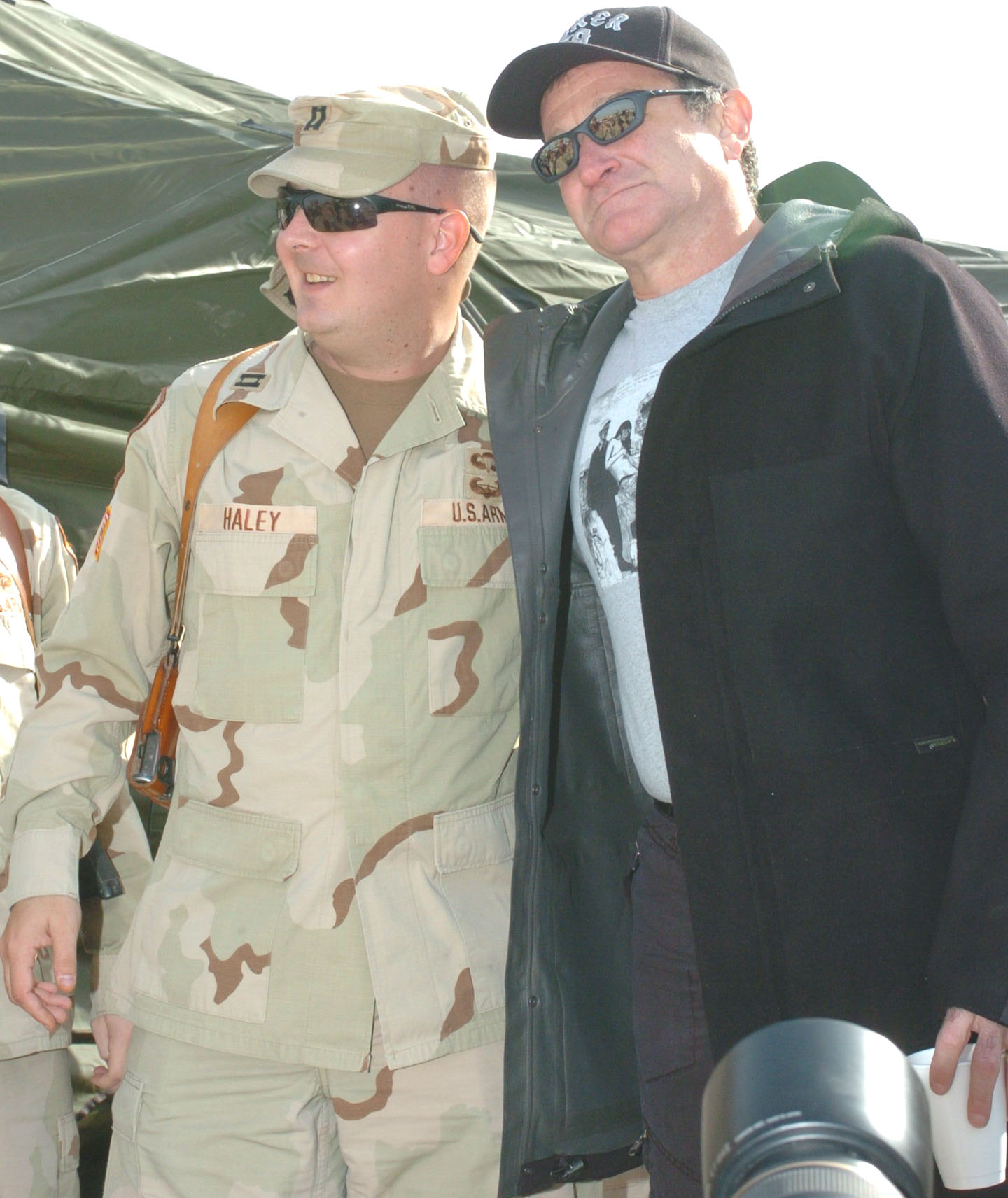
Robin Williams im Irak (2004)

Über die United Service Organizations trat er regelmäßig vor amerikanischen Truppen im Irak und in Afghanistan auf.
Abgedreht wurden kurz vor seinem Tod Anfang August 2014 das Drama Boulevard, Ende Juli 2014 die Tragikomödie The Angriest Man in Brooklyn, Anfang Juli die Komödie Merry Friggin’ Christmas sowie Juni/Juli 2014 die Fantasykomödie Nachts im Museum: Das geheimnisvolle Grabmal.

### Familie und Hobbys
1978 heiratete Williams Valerie Velardi; das Paar bekam 1983 einen Sohn, Zachary. 1989 ging der Schauspieler eine Ehe mit Marsha Garces ein, dem damaligen Kindermädchen seines Sohnes. Die beiden haben zwei Kinder, Tochter Zelda Rae und Sohn Cody Alan. Garces reichte im Frühjahr 2008 die Scheidung ein. Am 23. Oktober 2011 heiratete Williams in St. Helena Susan Schneider, seine dritte Frau; Trauzeuge war sein Freund Bobcat Goldthwait.
Williams war ein begeisterter Radsportler und besuchte öfter die Tour de France. Er soll über 100 Fahrräder besessen haben, und bekannte Radsportler wie Greg LeMond zählten zu seinen Freunden. Als ein frühes Hobby gab er in der Frankfurter Allgemeinen Sonntagszeitung 2011 das Sammeln von Modellsoldaten an, was er als Verdrängung seiner Einsamkeit mangels Freundschaften durch diverse Umzüge in seiner Kindheit bezeichnete.
Laut eigener Aussage kaufte sich Williams in den 80ern ein Nintendo Entertainment System; Williams war ein großer Fan der Spieleserie The Legend of Zelda, weshalb er auch seiner Tochter den Namen Zelda gab. Mit seiner Tochter warb und trat er auch im Jahr 2011 in einem Werbespot von Nintendo für das Spiel The Legend of Zelda: Ocarina of Time 3D auf. Er war auch passionierter Spieler von Pen-&-Paper-Rollenspielen und Tabletops, wie Dungeons & Dragons und Warhammer.
1986 gründete Williams zusammen mit Whoopi Goldberg und Billy Crystal die Wohltätigkeitsorganisation Comic Relief USA, die eine jährliche Fernseh-Gala zugunsten Obdachloser veranstaltet. Zusammen mit seiner zweiten Ehefrau Marsha gründete er die Windfall Foundation, die Gelder für unterschiedliche soziale Zwecke sammelt. Er unterstützte auch lange das St. Jude Children’s Research Hospital in Memphis, Tennessee mit Spenden.

### Gesundheitszustand
Williams litt nach Angaben seiner Sprecherin aus dem Jahr 2014 an einer schweren Depression. Er gab an, bereits in den 1970er Jahren alkohol- und kokainabhängig gewesen zu sein. Seit dem Drogentod seines Freundes John Belushi 1982, den er am Vorabend seines Todes noch gesehen hatte, und noch vor der Geburt seines ersten Sohnes galt er als abstinent. Nachdem er im Sommer 2006 rückfällig geworden war, entschloss er sich umgehend zu einem neuen Entzug. Im Herbst 2006 nahm er seine Arbeit wieder auf. Williams ging offen mit seiner Suchterkrankung um und sprach darüber öffentlich in verschiedenen Talkshows. Außerdem griff er das Thema in seinem letzten Bühnenprogramm Weapons of Self Destruction selbstironisch auf. Ende Juni 2014 begab sich Williams erneut freiwillig in ein Rehabilitationszentrum, da er einen Rückfall befürchtete. Nach Angaben seiner Ehefrau litt er unter der Parkinson-Krankheit in einem frühen Stadium sowie an Angstzuständen. Vor allem aber litt er, wie sich erst bei der Obduktion zeigte, in seinen letzten Lebensmonaten an Lewy-Körper-Demenz, einer tödlichen neurodegenerativen Krankheit.

## Tod

### Suizid
Der 63-jährige Robin Williams wurde am 11. August 2014 von der Polizei wenige Minuten nach einem Notruf in seinem Haus in Paradise Cay tot aufgefunden. Der Autopsie-Bericht vom 5. November 2014 beschreibt, dass Williams an einer neurodegenerativen Krankheit namens Lewy-Körper-Demenz gelitten hatte, die zu schwankenden Gemütszuständen und Depression führen kann. Als Todesursache wurde Suizid angegeben. Williams wurde am Tag nach seinem Tod eingeäschert und die Asche in der Bucht von San Francisco verstreut.

### Reaktionen
Am 12. August 2014 ehrte Caren Miosga Williams, indem sie die Nachrichtensendung Tagesthemen zeitweise auf dem Nachrichtenpult stehend moderierte. Auch Armin Wolf von der österreichischen Nachrichtensendung Zeit im Bild ehrte ihn auf ähnliche Weise. Mit dieser Geste spielten sie auf Der Club der toten Dichter an, einen der bekanntesten Filme mit Robin Williams, in dessen Schlussszene sich Schüler auf ihre Schreibtische stellen, um ihrem Lehrer Respekt zu zollen. Auch in den sozialen Medien wurden Fotos von Fans mit dieser Geste gepostet.
Präsident Barack Obama sagte:

“Robin Williams was an airman, a doctor, a genie, a nanny, a president, a professor, a bangarang Peter Pan, and everything in between. But he was one of a kind. He arrived in our lives as an alien – but he ended up touching every element of the human spirit. He made us laugh. He made us cry. He gave his immeasurable talent freely and generously to those who needed it most – from our troops stationed abroad to the marginalized on our own streets.”

„Robin Williams war Flieger, Arzt, Flaschengeist, Kindermädchen, Präsident, Professor, Bangarang-Peter Pan und alles dazwischen. Allerdings war er einzigartig. Er trat als Außerirdischer in unser Leben – am Ende rührte er jedoch an jede Faser der menschlichen Seele. Er brachte uns zum Lachen. Er brachte uns zum Weinen. Reichlich und freigiebig schenkte er seine unermessliche Gabe jenen, die sie am meisten benötigten – von unseren im Ausland stationierten Soldaten bis zu den Randgruppen auf unseren eigenen Straßen.“

Für eine Gedenkminute wurden am Abend des 13. August 2014 am Broadway die Lichter ausgeschaltet; damit ehrte das New Yorker Theaterviertel den verstorbenen Schauspieler.
Der Staat Kalifornien widmete ihm einen Tunnel nahe der Stadt San Francisco. Der Tunnel verbindet die Golden Gate Bridge mit dem Marin County und ist durch seine regenbogenverzierte Einfahrt bekannt. Ein Schild mit der Aufschrift „Robin Williams Tunnel“ wurde am 29. Februar 2016 vor dem Tunnel angebracht.
Die britische Musikgruppe Iron Maiden widmete ihm das Lied Tears of a Clown, der US-amerikanische Musiker CeeLo Green nahm zu Williams Ehren das Stück Robin Williams auf. 2018 wurde auf dem Sundance Filmfestival ein biografischer Dokumentarfilm über Robin Williams von Marina Zenovich, Come Inside My Mind, uraufgeführt. Anfang September 2020 wurde die Dokumentation Robin’s Wish veröffentlicht, in der Williams’ Auseinandersetzung mit seiner Krankheit in seinem letzten Lebensjahr im Fokus steht.
Fink et al. (2018) untersuchten den Anstieg der Suizide in den Vereinigten Staaten nach dem Tod von Williams und stellten fest, dass in den Monaten August bis Dezember 2014 18.690 Suizide verzeichnet wurden, was 1.841 Fällen (9,85 %) mehr entspricht als erwartet. Dieser Anstieg war geschlechts- und altersübergreifend, wobei Männer und Personen im Alter von 30 bis 44 Jahren den größten Zuwachs an Suizidfällen aufwiesen; insbesondere stiegen Suizide durch Erstickung um 32,3 %. Die Zunahme der Suizide und die verstärkte Medienberichterstattung über Williams unmittelbar nach seinem Tod entsprechen somit den Voraussagen des Werther-Effekts.

## Filmografie
- 1977: Laugh-In (Fernsehserie)
- 1977: The Richard Pryor Show (Fernsehserie)
- 1977: Eight Is Enough (Fernsehserie)
- 1978: America 2-Night (Fernsehserie)
- 1978–1979: Happy Days (Fernsehserie, 2 Folgen als Mork vom Ork)
- 1978–1982: Mork vom Ork (Mork & Mindy, Fernsehserie, 94 Folgen)
- 1979: Out of the Blue (Fernsehserie)
- 1980: Popeye – Der Seemann mit dem harten Schlag (Popeye)
- 1982: The Billy Crystal Comedy Hour (Fernsehserie)
- 1982: Garp und wie er die Welt sah (The World According to Garp)
- 1982: Große Märchen mit großen Stars (Shelley Duvall’s Faerie Tale Theatre, Fernsehserie)
- 1982: SCTV Network 90 (Fernsehserie)
- 1983: Die Überlebenskünstler (The Survivors)
- 1984: Moskau in New York (Moscow on the Hudson)
- 1984: Pryor’s Place (Fernsehserie)
- 1986: Rocket Man (The Best of Times)
- 1986: Club Paradise
- 1986: Das Geschäft des Lebens (Seize the Day)
- 1987–2007: Today (Fernsehserie)
- 1987: Dear America – Briefe aus Vietnam (Dear America: Letters Home from Vietnam, Stimme)
- 1987: Jonathan Winters: On the Ledge (Fernsehfilm)
- 1987: Good Morning, Vietnam
- 1988: Portrait of a White Marriage
- 1988: Bobby McFerrin – Don’t Worry, Be Happy (Musikvideo)
- 1988: Die Abenteuer des Baron Münchhausen (The Adventures of Baron Munchausen)
- 1989: Der Club der toten Dichter (Dead Poets Society)
- 1990: Cadillac Man
- 1990: Zeit des Erwachens (Awakenings)
- 1991: Schatten der Vergangenheit (Dead Again)
- 1991: Clowns – Ihr Lachen bringt den Tod (Shakes the Clown)
- 1991: König der Fischer (The Fisher King)
- 1991: Hook
- 1992: Toys
- 1992: Aladdin (Stimme)
- 1992: FernGully – Christa und Zaks Abenteuer im Regenwald (FernGully: The Last Rainforest)
- 1993: Mrs. Doubtfire – Das stachelige Kindermädchen (Mrs. Doubtfire)
- 1994: Wer hat meine Familie geklaut? (Being Human)
- 1994: Homicide (Homicide: Life on the Street, Fernsehserie)
- 1995: Nine Months
- 1995: To Wong Foo, thanks for Everything, Julie Newmar
- 1995: Jumanji
- 1996: Aladdin und der König der Diebe (Aladdin and the King of Thieves, Stimme)
- 1996: The Birdcage – Ein Paradies für schrille Vögel (The Birdcage)
- 1996: Jack
- 1996: Joseph Conrads Der Geheimagent (The Secret Agent)
- 1996: Hamlet
- 1997: Friends (Fernsehserie)
- 1997: Ein Vater zuviel (Father’s Day)
- 1997: Harry außer sich (Deconstructing Harry)
- 1997: Flubber
- 1997: Good Will Hunting
- 1998: Hinter dem Horizont (What Dreams May Come)
- 1998: Patch Adams
- 1999: L.A. Docs (L.A. Doctors, Fernsehserie)
- 1999: Jakob der Lügner (Jakob the Liar)
- 1999: Der 200 Jahre Mann (Bicentennial Man)
- 2001: A.I. – Künstliche Intelligenz (A.I. – Artificial Intelligence, Stimme)
- 2002: One Hour Photo
- 2002: Tötet Smoochy (Death to Smoochy)
- 2002: Insomnia – Schlaflos (Insomnia)
- 2003: Freedom: A History of Us (Fernsehserie)
- 2003: Alles dreht sich um Bonnie (Life with Bonnie, Fernsehserie)
- 2004: The Final Cut – Dein Tod ist erst der Anfang (The Final Cut)
- 2004: House of D
- 2004: Noel
- 2005: The Big White – Immer Ärger mit Raymond (The Big White)
- 2005: Robots (Stimme)
- 2006: Happy Feet (Stimme)
- 2006: The Night Listener – Der nächtliche Lauscher (The Night Listener)
- 2006: Die Chaoscamper (RV: Runaway Vacation)
- 2006: Man of the Year
- 2006: Nachts im Museum (Night at the Museum)
- 2007: Lizenz zum Heiraten (License to Wed)
- 2007: Der Klang des Herzens (August Rush)
- 2008: Law & Order: Special Victims Unit (Fernsehserie, Folge 9x17)
- 2009: Nachts im Museum 2 (Night at the Museum: Battle of the Smithsonian)
- 2009: Shrink – Nur nicht die Nerven verlieren (Shrink)
- 2009: Old Dogs – Daddy oder Deal (Old Dogs)
- 2009: World’s Greatest Dad
- 2009–2010: The Late Late Show with Craig Ferguson (Fernsehserie)
- 2010: Who Is Harry Nilsson (And Why Is Everybody Talkin’ About Him) (Dokumentation)
- 2010: Industrial Light & Magic: Creating the Impossible (Fernsehdokumentarfilm)
- 2010: Alan Carr: Chatty Man (Fernsehserie)
- 2011: Happy Feet 2 (Stimme)
- 2012: Wilfred (Fernsehserie, Folge 2x01)
- 2013: The Big Wedding
- 2013: Der Butler (The Butler)
- 2013: The Face of Love
- 2013–2014: The Crazy Ones (Fernsehserie, 22 Folgen)
- 2014: The Angriest Man in Brooklyn
- 2014: Boulevard – Ein neuer Weg (Boulevard)
- 2014: Furchtbar fröhliche Weihnachten (A Merry Friggin’ Christmas)
- 2014: Nachts im Museum: Das geheimnisvolle Grabmal (Night at the Museum: Secret of the Tomb)
- 2015: Zufällig allmächtig (Absolutely Anything, Stimme)

## Deutsche Synchronsprecher
In den deutschen Versionen seiner Filme wurde er überwiegend von Peer Augustinski synchronisiert.
Als Robin Williams 1997 einen Oscar für Good Will Hunting erhielt, soll er Peer Augustinski einen kleinen Oscar geschickt haben mit den Zeilen „Danke, dass Du mich in Deutschland so berühmt gemacht hast.“
Nachdem dieser Ende 2005 einen Schlaganfall erlitten hatte, schrieb Williams ihm einen Dankesbrief mit Genesungswünschen. Einstweilen wurde Williams von Bodo Wolf gesprochen. Von Dezember 2007 an war wieder Augustinski als seine deutsche Stimme zu hören, so in dem Film Der Klang des Herzens (August Rush) und auch in Nachts im Museum 2. Laut einem Interview mit Augustinski bei Markus Lanz hätten die Synchronfirmen dann entschieden, dass Bodo Wolf nun weiterhin Williams synchronisieren sollte.
Eine Übersicht aller deutschen Robin-Williams-Synchronsprecher und -Filme enthält die Deutsche Synchronkartei.

## Filmpreise
Academy Award (Oscar)
Nominierungen:

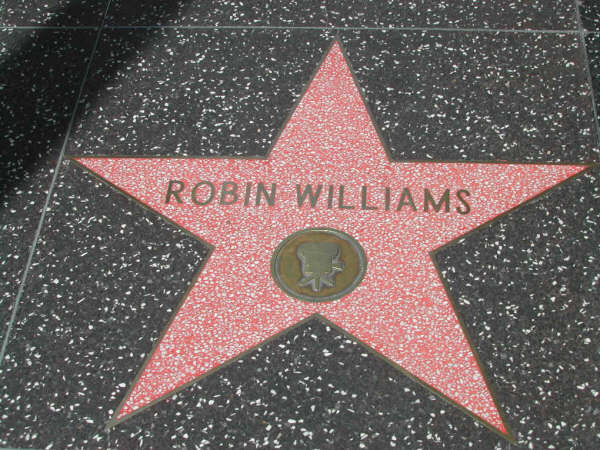
Williams’ Stern auf dem Hollywood Walk of Fame

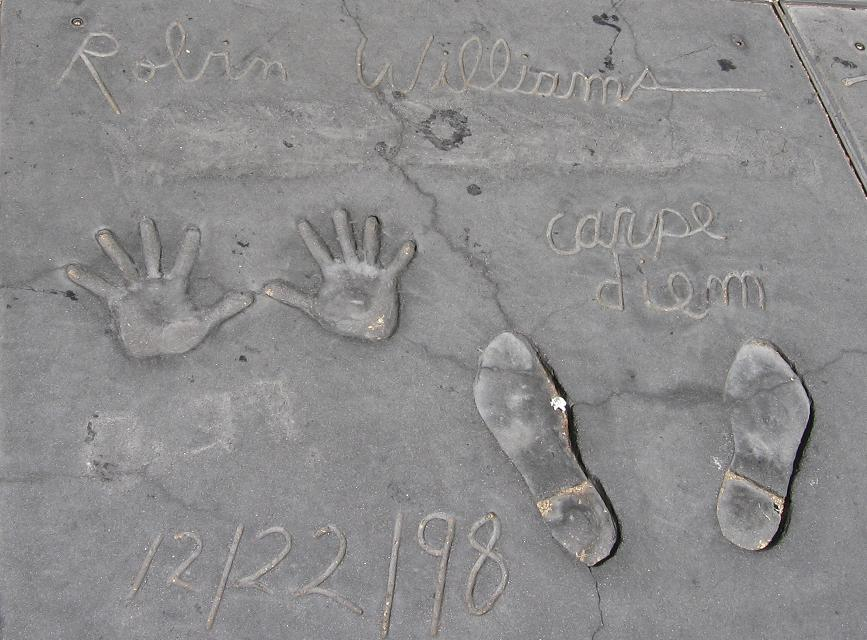
Hand- und Schuhabdrücke vor dem Grauman’s Chinese Theatre am Hollywood Boulevard

- 1988: Bester Hauptdarsteller (Good Morning, Vietnam)
- 1990: Bester Hauptdarsteller (Der Club der toten Dichter)
- 1992: Bester Hauptdarsteller (König der Fischer)

Gewonnen:
- 1998: Bester Nebendarsteller (Good Will Hunting)

Golden Globe
Nominierungen:
- 1991: Bester Hauptdarsteller Film Drama (Zeit des Erwachens)
- 1998: Bester Nebendarsteller (Good Will Hunting)
- 1999: Bester Hauptdarsteller Film Komödie und Musical (Patch Adams)

Gewonnen:
- 1979: Bester Hauptdarsteller Serie Komödie und Musical (Mork vom Ork)
- 1988: Bester Hauptdarsteller Film Komödie und Musical (Good Morning, Vietnam)
- 1992: Bester Hauptdarsteller Film Komödie und Musical (König der Fischer)
- 1994: Bester Hauptdarsteller Film Komödie und Musical (Mrs. Doubtfire – Das stachelige Kindermädchen)
- 2005: Cecil-B.-DeMille-Award (Lebenswerk)

Goldene Himbeere
Nominierungen:
- 2000: Schlechtester Schauspieler (Der 200 Jahre Mann und Jakob der Lügner)
- 2003: Schlechtester Nebendarsteller (Tötet Smoochy)

National Board of Review Award
Gewonnen:
- 1990: Darsteller (Zeit des Erwachens)

## Diskografie (Auswahl)
- 1979: Reality... What a Concept (LP; US: Gold)[31]
- 2002: Live on Broadway (Videoalbum; US: ×9Neunfachplatin )